# Chronologie des Krieges in Nahost, August und September 2024
Die Chronologie des Krieges in Nahost, August und September 2024 dokumentiert die Entwicklungen seit dem Terrorangriff der Hamas auf Israel vom 1. August bis zum 30. September 2024. Für den zeitlichen Ablauf des kompletten israelisch-palästinensischen Konflikts siehe Chronologie des israelisch-palästinensischen Konflikts.

## August 2024

### 1. August
Israel erklärte den Hamas-Militärchef Mohammed Deif basierend auf Geheimdiensterkenntnissen für tot. Deif war am 13. Juli Ziel eines israelischen Luftangriffs gewesen. Die Hamas hatte nach dem Angriff mitgeteilt, Deif habe überlebt.

### 3. August
In Teheran wurden laut New York Times mehr als zwei Dutzend Menschen festgenommen, darunter ranghohe Geheimdienstoffiziere, Militärbeamte und Mitarbeiter des Militär-Gästehauses, in dem Hamas-Politchef Haniyya am 31. Juli getötet wurde. Die Iranische Revolutionsgarde ließ abweichend von westlichen Darstellungen verlauten, Israel habe Ismail Haniyya nicht mit einer im Gebäude vorhandenen Bombe, sondern mit einem „Kurzstreckengeschoss“ getötet, das von außerhalb seiner Unterkunft in Teheran abgefeuert worden sei. Das Geschoss habe einen Sprengkopf von etwa 7 Kilogramm gehabt und eine starke Explosion verursacht. Gleichzeitig betonten sie, Haniyyas Tod werde gerächt werden, indem Israel „zu gegebener Zeit, an gegebenem Ort und auf gegebene Weise eine harte Strafe“ erhalten werde. Die USA verlegten zusätzliche Kriegsschiffe und Kampfflugzeuge in die Region.
Die US-amerikanische Botschaft im Libanon und das britische Außenministerium riefen jeweils ihre Staatsbürger dazu auf, den Libanon zu verlassen.

### 4. August
Ministerpräsident Netanjahu erklärte: „Israel befindet sich in einem Mehrfrontenkrieg gegen die Achse des Bösen Irans. Wir treffen jede einzelne ihrer Waffen mit großer Kraft. Wir sind auf jedes Szenario vorbereitet – sowohl offensiv als auch defensiv.“
Bei israelischen Luftangriffen auf zwei Schulen und das Al-Aqsa-Krankenhaus in Gaza wurden mindestens 30 Menschen getötet. Im Vorhof des Krankenhauses befindliche Flüchtlingszelte fingen dabei Feuer. Es war der dritte israelische Luftangriff im Gazastreifen in vier Tagen. Die israelische Armee meldete, Abdel-Fattah al-Sariai, Unterstaatssekretär im Wirtschaftsministerium in Gaza, sei zusammen mit seiner Mutter bei einem israelischen Luftangriff gezielt getötet worden.
In der südlich von Tel Aviv-Jaffa gelegenen Stadt Cholon erstach ein Palästinenser zwei Senioren, zwei weitere Menschen wurden verletzt. Der Täter, der illegal aus dem Westjordanland nach Israel eingereist war, wurde von einem Polizisten erschossen.
Laut Medienberichten war es in den letzten Tagen zu zunehmenden Meinungsverschiedenheiten zwischen dem US-Präsidenten Biden und Israels Ministerpräsidenten Netanjahu gekommen; israelischen Medien zufolge sagte Biden zu Netanjahu in Bezug auf die Geiselverhandlungen: „Hören Sie auf, mich zu verarschen.“ Biden hatte zuvor schon die Meinung vertreten, Netanjahu verfolge bei den Geiselverhandlungen aus innenpolitischen Gründen eine bewusste Verzögerungstaktik. Frankreich und Italien riefen ihre Staatsbürger dazu auf, den Libanon zu verlassen.

### 5. August
Die Vereinigten Staaten von Amerika sicherten Israel bei einem etwaigen Vergeltungsangriff Irans „eiserne Unterstützung“ zu. Das Pentagon teilte mit, US-Verteidigungsminister Lloyd Austin habe mit Joav Galant telefoniert und ihm Hilfe durch das US-Militär zugesichert.
Die Vereinigten Staaten, Jordanien, Türkei und Ägypten versuchten zu deeskalieren. Ägypten und die Türkei verurteilten beide das Attentat auf Hamas-Oberhaupt Haniyya. Während einer gemeinsamen Pressekonferenz sagte der türkische Außenminister Hakan Fidan: „Ich verurteile, dass Israel den Hauptunterhändler der Waffenruheverhandlungen, Ismail Haniyya, ermordet hat. Wir können aus diesem Vorfall schließen, dass Netanjahu keinen Frieden will. Netanjahu will die gesamte Region niederbrennen.“ Der ägyptische Außenminister Badr Abdelatty erklärte, die israelische Besatzung müsse beendet werden, um in der Region für Stabilität zu sorgen. Die Islamische Republik Iran berief eine Dringlichkeitssitzung der Organisation für Islamische Zusammenarbeit (OIC) ein, um über die „Verbrechen der israelischen Besatzung“ zu beraten.
Präsident Biden beriet sich in einem Telefonat mit König Abdullah II. über ihre Bemühungen einer Vermittlung eines Abkommens zu einer sofortigen Waffenruhe im Gazastreifen und die Geiselfreilassung, die sich seit Monaten im Kreis drehten. In Israel teilten zwei mit der Angelegenheit vertraute Beamte mit, Verhandlungen würden erst wieder aufgenommen, wenn Iran die Ermordung Haniyyas vergolten und die Hamas einen Nachfolger für den getöteten Auslandschef ausgewählt habe.
Die UNO gab bekannt, sie habe neun Mitarbeiter des Palästinenser-Hilfswerks UNRWA entlassen. Darunter seien sieben, die schon vor einiger Zeit entlassen worden waren. Interne Untersuchungen hätten ergeben, dass sie wahrscheinlich an den von der Hamas angeführten Terrorangriffen am 7. Oktober beteiligt gewesen waren. Bei zehn weiteren ließen sich entsprechende Vorwürfe nicht substantiieren. Israels im Januar 2024 erhobene Anschuldigungen gegenüber UNRWA-Mitarbeitern hatten mehrere wichtige Geberländer veranlasst, ihre finanzielle Unterstützung des Hilfswerks vorübergehend auszusetzen; mit der Ausnahme der USA machten alle diese Entscheidung später wieder rückgängig und nahmen die Finanzierung wieder auf. Das Palästinenser-Hilfswerk beschäftigt 32.000 Mitarbeiter in der Nahostregion, 13.000 davon in Gaza.

### 6. August
Bei einer israelischen Militäraktion im Dorf Aqabah im besetzten Westjordanland wurden mindestens vier Menschen getötet – darunter ein 14-jähriger Junge – und sieben weitere verletzt.
Die Hamas ließ verlauten, sie habe Yahya Sinwar – der als Drahtzieher des Terroranschlags vom 7. Oktober 2023 gilt – zu ihrem neuen Politchef ernannt.

### 10. August
Das israelische Militär griff am Morgen das Gebäude der nicht mehr für schulische Zwecke genutzten Al-Tabien-Schule an. Während die Israelischen Verteidigungsstreitkräfte (IDF) mitteilten, sie hätten eine Hamas-Kommandozentrale getroffen und zuvor zahlreiche Maßnahmen ergriffen, um das Risiko für Zivilisten bei dem Angriff zu mindern, dementierte die Hamas dies und gab an, dass es sich bei dem von der IDF angegriffenen Objekt um eine Unterkunft für Binnenflüchtlinge gehandelt habe und bei dem israelischen Luftangriff zwischen 90 und 100 Menschen getötet worden seien. Das israelische Militär teilte wenige Tage nach dem Angriff mit, dass bei dem Luftangriff auf die Al-Tabien-Schule 31 Kämpfer der Hamas und der palästinensisch-islamistischen Terrororganisation Islamischer Dschihad in Palästina getötet worden seien. Der Angriff wurde von Katar, Ägypten, Jordanien, den USA, Deutschland, Frankreich, Großbritannien und dem EU-Außenbeauftragten Josep Borrell verurteilt; Letzterer sagte, dass dies der mindestens zehnte israelische Angriff auf eine Schule binnen weniger Wochen gewesen sei. Nach Angaben der Vereinten Nationen sind bisher mindestens 491 von 564 Schulgebäuden im Gazastreifen durch israelische Angriffe beschädigt oder zerstört worden (Stand: August 2024). Sowohl Mitglieder der Hamas als auch des Islamischen Dschihad in Palästina halten sich mitunter in den zu Notunterkünften umfunktionierten Schulen auf.

### 12. August
Das Pentagon ließ verlauten, dass das US-Militär seine Präsenz im Nahen Osten angesichts eskalierender regionaler Spannungen noch weiter verstärken werde; Verteidigungsminister Lloyd Austin befahl die Verlegung des Marschflugkörper tragenden Atom-U-Boots Georgia. Zudem hieß es, der mit Kampfjets vom Typ F-35 ausgerüstete Flugzeugträger Abraham Lincoln und seine Begleitschiffe beschleunigten ihren Transit, um die sich bereits in der Region befindende Flugzeugträgerkampfgruppe um die Theodore Roosevelt zu ergänzen.
Die Hamas meldete, zwei Wächter hätten eine männliche Geisel erschossen und zwei weibliche Geiseln lebensgefährlich verletzt. Es handele sich dabei um zwei separate Vorfälle. Man versuche, die weiblichen Geiseln am Leben zu halten, und habe einen Ausschuss gebildet, um die Vorfälle zu untersuchen. Das israelische Militär ließ verlauten, es verfüge „über keinerlei Geheimdienstinformationen, die es uns ermöglichen, die Angaben der Hamas zu dementieren oder zu bestätigen“.

### 13. August
Der rechtsextreme israelische Polizeiminister Itamar Ben-Gvir löste mit einem Gebet am Tempelberg in Ostjerusalem international Empörung aus. Die Europäische Union, die Vereinten Nationen, die USA, zahlreiche arabische Länder und die Opposition in Israel kritisierten den Besuch, der eine Provokation darstelle und den Bemühungen um ein Waffenruheabkommen schade. Gemäß einem Abkommen von 1967 ist es Juden gestattet, den Tempelberg zu besuchen, aber nicht erlaubt, dort zu beten.
Die Hamas ließ verlauten, sie werde nicht an der für den 15. August angesetzten neuen Runde von Waffenruhegesprächen in Katar teilnehmen. Sie stehe zu dem auf der Resolution des UN-Sicherheitsrates und US-Präsident Bidens Rede basierenden Vorschlag, der ihr am 2. Juli vorgelegt worden war, und sei bereit, unverzüglich mit Diskussionen über die Umsetzung dieses Vorschlags zu beginnen. Neue Verhandlungsgespräche würden es Israel dagegen nur erlauben, immer wieder neue Bedingungen zu stellen und die labyrinthartigen Verhandlungen zur Verübung weiterer Massaker im Gazastreifen zu nutzen. Drei hochrangige iranische Beamte erklärten, nur ein Waffenruheabkommen im Gazastreifen würde Iran davon abhalten, direkte Vergeltungsmaßnahmen gegen Israel für die Ermordung von Hamas-Führer Ismail Haniyya zu ergreifen.
Die israelische Zeitung Haaretz berichtete basierend auf Aussagen israelischer Soldaten und Kommandanten, die israelischen Streitkräfte hätten seit Monaten palästinensische Zivilpersonen als menschliche Schutzschilde in Gaza eingesetzt. Demnach seien die Betroffenen verhaftet und anschließend – in israelischer Armeekleidung, mit verbundenen Händen und Bodycam – in Gebäude und Tunnel geschickt worden, um zu sehen, ob dort Sprengfallen seien. Dies sei mit dem vollen Wissen hochrangiger israelischer Offiziere geschehen, obwohl solche Praktiken offiziell verboten und nach internationalem Recht Kriegsverbrechen sind.
In Deir al-Balah wurden bei einem israelischen Angriff laut Klinikangaben drei Tage alte Zwillinge, ihre Mutter und ihre Großmutter in ihrer Wohnung getötet, während ihr Vater auf dem Amt war, um die Geburtsurkunden für die Zwillinge abzuholen. Die israelische Armee teilte mit, der Vorfall sei ihr nicht bekannt. Das Gesundheitsministerium in Gaza erklärte, es seien bislang mindestens 115 der seit Beginn des Kriegs geborenen Babys getötet worden.

### 15. August
Das von der Hamas kontrollierte Gesundheitsministerium in Gaza meldete, die Gesamtzahl der Toten habe nun 40.000 überschritten – etwa zwei Prozent der Gesamtbevölkerung. Die von dem Ministerium veröffentlichten Totenzahlen, die nicht zwischen Zivilisten und Kämpfern unterscheiden, werden seit Kriegsbeginn regelmäßig von unabhängigen internationalen Organisationen überprüft und allgemein als glaubwürdig eingestuft.
In Doha, der Hauptstadt des Emirats Katar, begann eine neue Verhandlungsrunde über ein Waffenstillstandsabkommen zwischen der Hamas und Israel im laufenden Gazakrieg. Verhandlungsgegenstand sind vor allem die Bedingungen für die Freilassung der von der Hamas festgehaltenen israelischen Geiseln und der Abzug der Israelische Verteidigungsstreitkräfte (IDF) aus dem Gazastreifen. Vermittler zwischen den Kriegsparteien sind Ägypten, die Vereinigten Staaten und das Emirat Katar als Gastgeber für diese Verhandlungsrunde. Als Personen werden die Gespräche über den auszuhandelnden Waffenstillstand u. a. von CIA-Chef William Burns (USA), dem Regierungschef Katars Mohammed bin Abdulrahman Al Thani und dem ägyptischen Geheimdienstchef Abbas Kamel geführt; Israel hat u. a. den Chef des Auslandsgeheimdienstes Mossad, David Barnea, sowie den Chef des Inlandsgeheimdienstes Schin Bet, Ronen Bar, nach Doha entsandt.
Das Dorf Dschit im besetzten Westjordanland wurde von Dutzenden bewaffneten israelischen Siedlern am späten Abend angegriffen. Sie setzten Fahrzeuge in Brand und warfen Molotowcocktails auf Gebäude. Ein 22-jähriger Palästinenser wurde erschossen und ein weiterer Palästinenser schwer verletzt. Aus dem Auswärtigen Amt verlautbarte: „Diese Gewalt ist inakzeptabel, die Angriffe müssen sofort aufhören.“ Der EU-Außenbeauftragte Josep Borrell äußerte: „Tag für Tag schüren israelische Siedler fast ungestraft die Gewalt im besetzten Westjordanland und tragen dazu bei, jede Chance auf Frieden zu gefährden.“ Er kündigte an, „einen Vorschlag für EU-Sanktionen gegen die Unterstützer der gewalttätigen Siedler, einschließlich einiger Mitglieder der israelischen Regierung“, vorzulegen. Ein Sprecher des Nationalen Sicherheitsrats der Vereinigten Staaten (NSC) verurteilte die inakzeptablen Angriffe jüdischer Siedler auf palästinensische Zivilisten. Als Reservisten eines benachbarten Heimatfront-Kommandos in Dschit eintrafen, ließen sie die randalierenden Siedler gewähren. Später trafen bewaffnete Mitglieder des Sicherheitsdienstes von Havat Gilad, einem israelischen Außenposten im Westjordanland, am Tatort ein. Schließlich kamen auch Angehörige des israelischen Grenzschutzes hinzu; sie vertrieben die Siedler, ohne jemanden festzunehmen. Die einzige festgenommene und später freigelassene Person, über die in den Medien berichtet wurde, war der Polizei außerhalb des palästinensischen Dorfs aufgefallen. Der israelische Präsident Jitzchak Herzog schrieb im sozialen Netzwerk „X“, er verurteile „das Pogrom heute abend in Samaria“ aufs Schärfste.
Ein Sprecher des Nationalen Sicherheitsrats der Vereinigten Staaten (NSC) verurteilte die inakzeptablen Angriffe jüdischer Siedler auf palästinensische Zivilisten. Seit dem 7. Oktober 2023 sollen im Westjordanland laut AFP-Zählung mindestens 633 Palästinenser durch israelische Soldaten oder radikale Siedler getötet worden sein. Mindestens 18 Israelis sollen von Palästinensern getötet worden sein. „Das UN-Menschenrechtsbüro hat im Westjordanland 609 Tötungen von Palästinensern verifiziert – 591 durch israelische Sicherheitskräfte und 11 durch Siedler.“ Bei weiteren 7 Toten sei die Verantwortlichkeit unklar.

### 16. August
UN-Generalsekretär António Guterres forderte eine Feuerpause zur Impfung von hunderttausenden Kindern in Gaza gegen Poliomyelitis (kurz Polio, deutsch: spinale Kinderlähmung). Nach UNO-Angaben war der Gazastreifen 25 Jahre lang frei von Kinderlähmung. Nun gebe es den ersten, anhand von Tests in Jordanien bestätigten Fall bei einem 10 Monate alten Baby sowie drei Verdachtsfälle.

### 17. August
Nachdem der Vorschlag der USA vom 31. Mai 2024 für einen Waffenstillstand von den Kriegsparteien so nicht akzeptiert wurde, unterbreiteten die Vereinigten Staaten einen neuen Vorschlag für eine Feuerpause im Gazastreifen. Wie die im bewaffneten Konflikt zwischen dem Staat Israel und der Terrororganisation Hamas vermittelnden Länder Ägypten, Katar und USA nach zweitägigen Verhandlungen in Doha mitteilten, schließt der Vorschlag der USA noch verbliebene Lücken in den von US-Präsident Joe Biden im Mai 2024 formulierten Rahmenbedingungen für ein Waffenstillstandsabkommen und ermöglicht dessen schnelle Umsetzung. Der ranghohe Hamas-Funktionär Mahmoud Mardawi sagte der Deutschen Presse-Agentur (dpa) zu den Ergebnissen der Verhandlungsrunde in Doha, dass diese nicht alle auf den US-amerikanischen Vorschlägen für ein Waffenstillstandsabkommen vom Mai 2024 basierten. Weitere Verhandlungen, welche die Beendigung des Krieges, den Rückzugs der israelischen Armee aus dem Gazastreifen, die Rückkehr der Vertriebenen in ihre Häuser, den Wiederaufbau und das Ende der israelischen Blockade des Gazastreifens zum Ergebnis haben müssten, seien erforderlich.

### 20. August
Die Hisbollah beschoss die Golanhöhen und den Norden Israels laut israelischen Angaben mit ca. 55 Flugkörpern. Laut israelischen Militärangaben kam niemand zu Schaden. Die Hisbollah erklärte, der Beschuss sei eine Reaktion auf die israelischen Luftangriffe auf die Bekaa-Ebene am Vortag, durch die mindestens acht Menschen verletzt wurden.

### 21. August
Der griechische Tanker Sounion wurde am Morgen von zwei kleinen Booten etwa 142 Kilometer westlich der jemenitischen Hafenstadt Al-Hudaida angegriffen. Mehrere Geschosse trafen den Tanker. Es brach ein Feuer auf dem Schiff aus. Der Tanker war danach manövrierunfähig und ohne Antrieb. Auf einem von den Huthis veröffentlichen Video waren drei Explosionen auf dem Schiff zu sehen, danach brachen drei Feuer auf dem Schiff aus; die Besatzung mit zwei Russen und 23 Philippinern wurde von der EU-Mission Operation Aspides evakuiert. Es sind 150.000 Tonnen Rohöl an Bord. Es besteht die Gefahr einer Umweltkatastrophe im Roten Meer.

### 23. August
Der Außenminister der Vereinigten Staaten, Antony Blinken, beendete seine jüngste Vermittlungsmission bei den Waffenstillstandsverhandlungen im katarischen Doha ohne konkrete Ergebnisse. Falls sich jedoch Kompromisse zwischen den Kriegsparteien anbahnten, sollten die indirekt geführten Waffenstillstandsverhandlungen am 25. August 2024 in der ägyptischen Hauptstadt Kairo fortgesetzt werden. Die USA, Ägypten und Katar versuchten als Vermittler, Israel und die Hamas zur Kompromissbereitschaft in den Verhandlungen zu bewegen und ein Waffenstillstandsabkommen zu vermitteln. Im Kern forderte die Hamas den kompletten Abzug der israelischen Armee aus dem Gazastreifen, während Israel auf der Präsenz seiner Truppen an strategisch wichtigen Punkten bestand – insbesondere im Philadelphi-Korridor, der südlichen Grenze zwischen dem Gazastreifen und Ägypten.

### 25. August
Bombenangriffe auf Stellungen der Hisbollah
Das israelische Militär bombardierte dutzende Stellungen der Hisbollah im Libanon, nachdem es im Libanon Angriffsvorbereitungen identifiziert hatte. Wegen der Ende Juli erfolgten Tötung ihres Kommandeurs Fuad Schukr hatte die Hisbollah einen Vergeltungsangriff angekündigt. Aufgrund des angekündigten Vergeltungsangriffs verhängte Israel einen landesweiten zweitägigen Ausnahmezustand. Trotz des israelischen Präventivangriffs behauptete die Hisbollah, 320 Raketen auf israelische Militärstützpunkte abgefeuert zu haben. Nach Angaben des israelischen Premierministers wurden die Angriffe aus dem Libanon hingegen vereitelt, es seien tausende Raketen zerstört sowie „viele andere Bedrohungen entfernt“ worden, die auf den Norden Israels gerichtet gewesen seien.
Scheitern der Waffenstillstandsverhandlungen und mögliche Folgen
Die in Doha, der Hauptstadt des Emirats Katar, am 15. August begonnenen indirekt geführten Waffenstillstandsverhandlungen zwischen der Hamas und Israel haben zu keinem Ergebnis geführt und wurden daher vorläufig ausgesetzt. Weder Israel noch die radikal-islamische Hamas hatten nach Aussage von zwei Vertretern der ägyptischen Sicherheitskräfte den von den Vermittlern vorgelegten Kompromissvorschlägen zugestimmt. Die Kriegsparteien konnten sich insbesondere nicht in der Frage einigen, ob Israel in einer Waffenruhe den Philadelphi-Korridor und somit das Grenzgebiet Gazas zu Ägypten militärisch kontrollieren darf. Die Vereinigten Staaten, die neben Ägypten und dem Emirat Katar als Vermittler zwischen den Kriegsparteien auftreten, befürchten auf Grund des Scheiterns der Verhandlungen eine mögliche Eskalation des Nahostkonflikts. Um dem vorzubeugen, werden die Vereinigten Staaten ab sofort zwei statt wie bisher nur einen Flugzeugträger im Nahen Osten stationieren. Der Nationale Sicherheitsberater der US-Regierung, Jake Sullivan wies bei einer Pressekonferenz auf die aktuellen Spannungen zwischen Israel und der libanesischen Hisbollah hin und warnte vor einem „größeren Krieg“ im Nahen Osten; er bestätigte, dass die US-Regierung insbesondere deshalb mit der israelischen Regierung in ständigem Kontakt stünde.
Polio-Impfstoff im Gazastreifen eingetroffen
Nachdem am 16. August im Gazastreifen ein Ausbruch von Polio bekannt wurde, sind nun Polio-Impfstoffe für 1,25 Millionen Menschen über den Grenzübergang Kerem Schalom nach Gaza gebracht worden. Wie die für Palästinenserangelegenheiten zuständige israelische Behörde Cogat mitteilte, sollen in den nächsten Tagen hunderttausende Kinder im Gazastreifen geimpft werden, um eine epidemische Ausbreitung der Infektionskrankheit zu verhindern. Die Schweiz stellte zur Finanzierung der Impfkampagne 1.000.000 Schweizer Franken bereit. Vertreter der Vereinten Nationen (UNI/UN) haben die Kriegsparteien aufgefordert, für die geplanten Polio-Impfungen die Kampfhandlungen im Kriegsgebiet zeitweilig einzustellen.

### 27. August
Die Israelischen Verteidigungsstreitkräfte (IDF) befreiten die Geisel Kaid Farhan Alkadi aus der Gewalt der Hamas. Der 52-jährige Beduine sei laut Armeesprecher Daniel Hagari aus einem der Tunnel der Hamas im Süden des Gazastreifens gerettet worden, wo er zu diesem Zeitpunkt unbewacht war. Zuletzt waren am 8. Juni 2024 vier Geiseln bei einer Militäroperation von der IDF gerettet worden. Israelischen Angaben zufolge hat die Hamas noch 108 Geiseln in ihrer Gewalt; mindestens ein Drittel davon gilt als tot.

### 28. August
Die Israelischen Verteidigungsstreitkräfte (IDF) begannen an mehreren Orten im Norden des Westjordanlands Operationen. In den Städten Dschenin, Tulkarm und Tubas setzten die IDF neben der Infanterie auch Drohnen und Scharfschützen ein, zerstörten Häuser und Straßen mit Bulldozern und verhängten Ausgangssperren. Israel begründet den auf mehrere Tage angesetzten Einsatz damit, dass die Zahl von Terroranschlägen auf Israelis deutlich gestiegen sei. Der israelische Außenminister Israel Katz erklärte, dass Iran im Begriff sei, ein Terrornetzwerk im Westjordanland aufzubauen; dieses müsse das Militär zerschlagen. Israels Militär berichtete im Verlauf der Operationen von zwölf getöteten Terroristen, arabische Medien meldeten 18 Tote, darunter einen Kommandeur der Terrororganisation Islamischer Dschihad in Palästina.

### 30. August
Wie der Vertreter der Weltgesundheitsorganisation (WHO) in Gaza, Rik Peeperkorn, unter Berufung auf eine Zusage der für Palästinenserangelegenheiten zuständigen israelischen Behörde „Cogat“ mitteilte, stimmt Israel täglichen Feuerpausen zur Polio-Impfung der Kinder im Gazastreifen zu. An jeweils drei Tagen sollen in den drei Teilen Gazas nacheinander von morgens bis nachmittags keine Kampfhandlungen der israelischen Armee stattfinden.
Im Gazastreifen schossen israelische Soldaten zehnmal auf einen PKW des Welternährungsprogramms. Grund war angeblich ein Kommunikationsfehler zwischen IDF-Einheiten. Die IDF beendete ihren einmonatigen Einsatz in Chan Junis und Deir al-Balah im Süden des Gazastreifens. Angeblich wurden über 250 Terroristen getötet und Tunnel mit einer Gesamtlänge von mehr als sechs Kilometern Länge zerstört. Im Westjordanland dauert der zwei Tage zuvor begonnene Kampfeinsatz der IDF an. Nach übereinstimmenden Angaben der israelischen Armee und des palästinensischen Gesundheitsministeriums sind bis zum 30. August mindestens 19 Palästinenser getötet worden. Ein lokaler Hamas-Kommandeur starb bei einem Luftangriff auf ein Auto mit zwei weiteren Personen in Sababde.

### 31. August
Die israelische Armee barg die Leichen von sechs israelischen Geiseln aus Tunneln unterhalb von Rafah, von denen fünf beim Angriff auf das Nova-Festival, das nahe der Grünen Linie zum Gazastreifen stattfand, von Terroristen der Hamas entführt worden waren. Obduktionen zeigten laut den israelischen Streitkräften, dass alle sechs in den vergangenen Tagen aus nächster Nähe erschossen worden waren. Die Hamas erklärte, die Geiseln seien bei einem israelischen Luftangriff ums Leben gekommen. Die israelischen Streitkräfte bezeichneten die Erklärung der Hamas als „psychologische Kriegsführung“. Die toten Geiseln wurden etwa einen Kilometer entfernt von dem Tunnel gefunden, aus dem Tage zuvor eine beduinische Geisel gerettet worden war.

## September 2024

### 1. September
Bei Massendemonstrationen in Israel forderten Hunderttausende ein Geiselabkommen. Der größte israelische Gewerkschaftsverband, Histadrut, rief zu einem Generalstreik auf. Ziel sei, den Druck auf Ministerpräsident Netanjahu zu erhöhen, damit er einem Deal zustimme.

### 2. September
Der israelische Generalstreik lief an und führte zur Schließung von Schulen, Banken, Regierungsbehörden und Universitäten sowie zu blockierten Straßen, Nahverkehrsstillständen und Flugverspätungen. Er wurde am Nachmittag auf Beschluss eines Arbeitsgerichts beendet, da ein politisch motivierter Streik in dieser Form unzulässig sei.
Der britische Außenminister David Lammy kündigte eine teilweise Aussetzung der Waffenexporte nach Israel an, davon seien 30 von etwa 350 Ausfuhrlizenzen betroffen. Es gebe ein „eindeutiges Risiko“, dass die Waffen für schwere Verstöße gegen das Völkerrecht genutzt werden. Laut BBC ging es dabei um Teile für Kampfjets, Hubschrauber und Drohnen.
Ministerpräsident Netanjahu bat die Nation im Fernsehen um Vergebung für den Tod der Geiseln. Er werde auf der israelischen Kontrolle des Philadelphi-Korridors bestehen. Dieser Aspekt gilt als Hauptstreitpunkt in den Verhandlungen über ein Waffenstillstandsabkommen, das zu einer Freilassung der Geiseln im Gazastreifen führen könnte. Ägypten und die Hamas fordern den Abzug der israelischen Streitkräfte aus dem Korridor. Der israelische Oppositionsführer Jair Lapid warf Netanjahu vor, es gehe ihm vor allem um den Erhalt seiner Koalition, in der er auf die Unterstützung der rechtsextremen Koalitionspartner angewiesen sei, die den Krieg fortsetzen wollen und die Regierung bei einem Waffenstillstand zu Fall bringen würden.

### 5. September
Ministerpräsident Netanjahu erklärte in einem Interview mit dem rechten US-Nachrichtensender Fox News, dass „keine Einigung“ mit der Hamas in Sicht sei. Er sah sich mit zunehmenden Anschuldigungen konfrontiert, er habe ein Friedensabkommen aus politischen Gründen absichtlich blockiert. Die israelische Tageszeitung Jedi’ot Acharonot berichtete unter Berufung auf ein ihr vorliegendes Dokument, dass Netanjahu im Juli den Entwurf eines Geisel- und Waffenstillstandsabkommens durch eine Reihe neuer Forderungen in letzter Minute vereitelt habe. Seine Klarstellung bei Fox News standen in krassem Gegensatz zu den unermüdlich hoffnungsvollen Botschaften der Biden-Regierung der vergangenen Monate. Tage zuvor behauptete Präsident Biden, die Verhandlungsparteien stünden kurz vor einer Einigung, und der Sprecher des United States National Security Council John Kirby behauptete, 90 Prozent des Friedensabkommen für den Gazastreifen seien abgeschlossen. Netanjahu ließ keinen Zweifel daran, dass er den Krieg gegen die Hamas als Teil eines umfassenderen Kampfes gegen Iran sah.

### 6. September
Die 26-jährige US-amerikanisch-türkische Aktivistin Aysenur Ezgi Eygi aus Seattle, Mitglied der Organisation International Solidarity Movement, wurde vom israelischen Militär in den Kopf geschossen und starb in Nablus. Laut UN-Menschenrechtskommissariat wurde sie bei einer friedlichen Demonstration gegen den völkerrechtswidrigen israelischen Siedlungsbau im Ort Beita erschossen. Der türkische Präsident Erdogan sprach von einem „barbarischen Vorgehen Israels“ und US-Außenminister Blinken wollte den Todesfall aufklären. Er stellte klar: „Für mich gibt es keine höhere Priorität als die Sicherheit und den Schutz der amerikanischen Bürger, wo auch immer sie sind.“ Seit dem 7. Oktober 2023 starben im Westjordanland laut palästinensischem Gesundheitsministerium mindestens 661 Palästinenser und laut israelischen Angaben 23 Israelis, darunter auch Sicherheitskräfte.

### 8. September
Der Kommandeur des US-Zentralkommandos, Viersterne-General Michael Erik Kurilla, landete in Israel, um sich mit Israels Verteidigungsminister Joaw Galant und dem Chef des Generalstabs der IDF, Herzi Halewi, zu beraten. Kurilla besuchte auch Israels Nord-Kommando, das für die Grenzen mit dem Libanon und Syrien verantwortlich ist, und erhielt vom Kommandeur des Nordkommandos, IDF-Generalmajor Ori Gordin, eine Lagebeurteilung in der unterirdischen Einsatzzentrale des Kommandos.

### 9. September
Israelische Angriffe auf Standorte iranischer Streitkräfte und proiranischer Milizen und ein Forschungszentrum in Syrien
Israels Luftwaffe griff Standorte iranischer Streitkräfte und proiranischer Milizen in Syrien an. Die Angriffe galten vor allem einem militärischen Forschungszentrum in Masyaf, das für die Entwicklung von Waffen genutzt wurde. Nach Angaben des Syrischen Beobachtungsstelle für Menschenrechte (SOHR) waren Offiziere der Korps der Islamischen Revolutionsgarde seit sechs Jahren im Rahmen eines Programms zur Entwicklung von Präzisionsraketen und Drohnen mit kurzer und mittlerer Reichweite in dem Forschungszentrum stationiert. Das syrische Außenministerium verurteilte die Angriffe und warf Israel vor, „eine weitere Eskalation in der Region“ provozieren zu wollen. Auch das iranische Außenministerium verurteile „diesen kriminellen Angriff“ Israels auf syrischem Boden „aufs Schärfste“. Laut der SOHR wurden mindestens 25 Menschen getötet, darunter fünf Zivilisten. Nach Angaben der Beobachtungsstelle waren „fünf Zivilisten, vier Soldaten und Geheimdienstmitarbeiter sowie 13 Syrer, die mit proiranischen Gruppen zusammenarbeiten“, unter den Opfern des Angriffs; drei weitere Leichen konnten laut Mitteilung der Beobachtungsstelle nicht identifiziert worden. Die staatliche syrische Nachrichtenagentur berichtete hingegen, dass 16 Menschen getötet worden seien. Weder die Zahlen der Beobachtungsstelle noch die der staatlichen syrischen Nachrichtenagentur konnten von unabhängiger Stelle bisher bestätigt werden.
Erschießung von drei Beamten des israelischen Grenzschutzes an einem Grenzübergang von Jordanien nach Westjordanland
An der Allenby-Brücke/König-Hussein-Brücke, dem Grenzübergang von Jordanien nach Westjordanland, wurden drei israelische Mitarbeiter des Grenzschutzes erschossen. Israel schloss nach dem Vorfall alle Grenzübergänge zu Jordanien. Die jordanischen Behörden identifizierten den Schützen als den jordanischen Staatsbürger Maher Thiab Hussein al-Jazi des Al-Huwaitat-Stammes aus der Stadt Udrah im Gouvernement Ma'an im Süden Jordaniens. Nach Angaben des jordanischen Innenministeriums handelte Al-Jazi allein und war mit einem Fahrzeug unterwegs, das Handelsgüter ins Westjordanland transportierte. Er wurde vor Ort von israelischen Einsatzkräften erschossen. Das jordanische Außenministerium verurteilte vierzehn Stunden nach den Schüssen die Tat und rief zur Deeskalation auf. Unterdessen feierten Hunderte von Jordaniern in Amman.
Erneute militärische Auseinandersetzungen zwischen IDF und Hisbollah Nähe der „Blauen Linie“ zum Libanon
Mit dem Terrorangriff der Hamas auf Israel 2023 kam es erneut zu militärischen Auseinandersetzungen zwischen der von Iran unterstützten, militant-islamistischen Hisbollah, die sich mit der Hamas im Gazastreifen solidarisch erklärt hatte und der israelischen Armee. Infolge des Beschusses von Nordisrael durch die im Libanon stationierten Paramilitärs evakuierte Israel seine Gebiete nahe der „Blauen Linie“ zum Libanon und mobilisierte sein Militär. Hisbollah-Chef Hassan Nasrallah zögerte allerdings einen „großen Krieg“ mit Israel anzuzetteln und beschränkte sich auf Raketenangriffe, die grenznahe Gebiete im Norden Israels trafen. Bis dato kam es im libanesisch-israelischen Grenzgebiet immer wieder zu wechselseitigen Luftangriffen zwischen der Hisbollah und den an der Grenze zum Libanon stationierten Einheiten der Israelischen Verteidigungsstreitkräfte (IDF). Im Juli 2024 starben bei einem der Raketenangriffe der Hisbollah 12 Kinder im Gebiet der isralisch besetzten Golanhöhen. Als Reaktion auf den Lufschlag der Hisbollah griff Israel die libanesische Hauptstadt Beirut an, um den verantwortlichen Kommandeur der Hisbollah auszuschalten, wobei mehrere Gebäude getroffen wurden. Nach den jüngsten Äußerungen von Nissim Vaturi, einem Mitglied des parlamentarischen Ausschusses für Außen- und Sicherheitspolitik der israelischen Regierungspartei Likud auf der Middle East–America Dialogue Konferenz in Washington, D.C., sei es nunmehr nur noch „eine Frage von Tagen, bis sich etwas entwickelt“. Benny Gantz, ehemals im Kriegskabinett und Oppositionspolitiker, erklärte auf der Washingtoner Konferenz, es sei an der Zeit, im Norden Israels eine Entscheidung herbeizuführen.

### 10. September
Israelischer Luftangriff auf ein Ziel in der „humanitären Zone al-Mawasi“
Die israelische Luftwaffe führte in den frühen Morgenstunden des 10. September 2024 nach Angaben der Israelischen Verteidigungsstreitkräfte (IDF) einen Luftangriff auf ein als Kommandozentrum der Hamas identifiziertes Ziel in dem von der IDF als „humanitäre Zone“ ausgewiesenen Gebiet al-Mawasi südwestlich der Stadt Chan Yunis durch. Nach Angaben von Anwohnern gab es bei dem Luftangriff in einem Zeltlager voller Binnenflüchtlinge drei Einschläge, die 7 m tiefe Krater hinterließen; 20 Flüchtlingszelte seien dabei mit Sand verschüttet worden. Laut Angaben des Zivilschutzes der Hamas wurden bei dem kurz nach Mitternacht erfolgten Luftangriff 40 Palästinenser getötet und über 60 weitere verletzt; 15 Menschen gelten als vermisst. Nach Mitteilung eines Beamten des nahe gelegenen Nasser-Krankenhauses in Chan Yunis wurden 13 Menschen, die bei dem Angriff getötet wurden, dorthin gebracht. Die IDF erklärten, der Luftschlag habe ranghohen Kämpfern der Terrororganisation gegolten, die „von einem Kommando- und Kontrollzentrum mitten in der humanitären Zone in Chan Junis“ Militäroperationen geplant und geleitet hätten, darunter seien unter anderem der Chef der Hamas-Luftsysteme im Gazastreifen und der Leiter einer Hamas-Spähabteilung gewesen. Intensive Geheimdienstbeobachtungen und Luftüberwachung in den Stunden vor dem Angriff hätten „die Anwesenheit der Terroristen in dem Gebiet zusammen mit anderen Terror-Aktivisten bestätigt.“ Das israelische Militär wirft der Hamas vor, „zivile und humanitäre Infrastruktur systematisch zu missbrauchen, darunter das ausgewiesene humanitäre Gebiet, um terroristische Aktivitäten gegen den Staat Israel und die israelische Armee auszuführen.“ Die Hamas bezeichnete die Darstellung der israelischen Armee als „unverfrorene Lüge“. Es habe in dem von der israelischen Luftwaffe angegriffenen Gebiet keine Kämpfer ihrer Organisation gegeben. Laut drei in einer Analyse der New York Times zitierten Waffenexperten wiesen die Größe der Krater und ein Bombenfragment darauf hin, dass bei dem Angriff die wegen ihrer tödlichen Auswirkung auf Zivilpersonen umstrittenen, von den USA seit Mai 2024 nicht mehr an Israel exportierten 2.000-Pfund-Bomben eingesetzt worden seien. Die israelischen Streitkräfte erklärten, sie hätten „Präzisionsschläge“ durchgeführt, gaben aber keine Auskunft über den verwendeten Bombentyp.
Mitteilung des israelischen Verteidigungsministers zum „Stand der Dinge“ im laufenden Gazakrieg
Der israelischen Verteidigungsminister Joaw Galant erklärte, die „Hamas als militärische Formation existiert nicht mehr“. Die Terroristen würden aber den Soldaten der IDF im Kampf weiterhin als Guerillakämpfer gegenüberstehen. Insbesondere will das israelische Militär die Führungskräfte dieser aus dem Untergrund heraus operierenden militant-islamischen Palästinenser eliminieren. Der israelische Verteidigungsminister forderte den Abschluss eines Waffenstillstandsabkommen mit der Hamas, als Voraussetzung für die Freilassung der noch in Geiselhaft befindlichen Israelis. Eine Einigung, so Galant, sei eine „strategische Chance“, die es Israel ermöglichen würde, die „Sicherheitslage an allen Fronten“ zu verändern.
Mitteilung der IDF zum Tod der türkisch-amerikanischen Staatsbürgerin Aysenur Ezgi Eygi
Die israelische Armee teilte mit, dass die bei einem Protest im Westjordanland getötete türkisch-amerikanische Aktivistin Aysenur Ezgi Eygi nach bisherigen Erkenntnissen „höchstwahrscheinlich“, aber „unabsichtlich“, von ihren Streitkräften erschossen worden sei. Die Schüsse hätten einer anderen Person gegolten und man bedauere den Vorfall zutiefst. US-Außenminister Antony Blinken verurteilte die Tötung daraufhin scharf – sie sei „sowohl unprovoziert als auch ungerechtfertigt“ gewesen – und forderte die israelische Armee auf, „grundlegende Änderungen“ ihrer Einsatzregeln vorzunehmen. Niemand sollte allein wegen der Teilnahme an einem Protest erschossen werden, niemand sollte sein Leben aufs Spiel setzen müssen, um frei seine Meinung zu äußern, erklärte Blinken in London gegenüber Reportern.

### 11. September
Angriff auf Schule im Flüchtlingslager Nuseirat
Das UNO-Palästinenserhilfswerk (UNRWA) meldete, bei einem israelischen Angriff auf eine Schule im Flüchtlingslager Nuseirat seien sechs UNO-Mitarbeiter getötet worden. Die israelischen Streitkräfte teilten mit, sie hätten einen „Präzisionsschlag“ gegen Terroristen ausgeführt, die Angriffe von der Schule aus geplant hätten; man habe Maßnahmen getroffen, um zivile Opfer zu vermeiden. Laut palästinensischen Angaben kamen insgesamt 18 Menschen ums Leben. UNO-Generalsekretär António Guterres verurteilte den Angriff: „Was in Gaza passiert, ist absolut inakzeptabel“, schrieb er auf X. „Diese dramatischen Verletzungen von internationalem humanitärem Recht müssen jetzt aufhören.“
Angebot Israels an den ranghöchsten Führer der Hamas
Der für die Geiseln und Vermissten zuständige israelische General Gal Hirsch gab während eines Interviews für Bloomberg bekannt, er würde Jihia al-Sinwar, seiner Familie und jedem, der ihm folgen wolle, sicheres Geleit für eine Ausreise aus Gaza garantieren, wenn dadurch Bewegung in die stockenden Waffenstillstandsverhandlungen käme. Ein Repräsentant der Hamas bestätigte gegenüber der Deutschen Presse-Agentur (dpa) den Erhalt des Ausreiseangebots an Jihia al-Sinwar. Die Hamas will allerdings erst dazu Stellung nehmen, wenn das Ausreiseangebot an den Führer der Hamas „Teil einer umfassenden Einigung“ zwischen den Kriegsparteien ist.
Fortsetzung der Waffenstillstandsverhandlungen zwischen der Hamas und Israel
Nachdem die indirekt geführten Waffenstillstandsverhandlungen zwischen der Hamas und Israel am 25. August abgebrochen worden waren, trafen die Unterhändler der Kriegsparteien heute in Katars Hauptstadt Doha erneut zu Gesprächen über ein Waffenstillstandsabkommen zusammen.

### 12. September
Erste Runde der Polio-Impfkampagne im Gazastreifen steht kurz vor dem Abschluss
Die erste Runde der Impfkampagne gegen Poliomyelitis (Polio, Kinderlähmung) im Gazastreifen steht kurz vor dem Abschluss. Mehr als 552.000 palästinensische Kinder konnte laut Mitteilung der Weltgesundheitsorganisation (WHO) im Gazastreifen während „humanitärer Kampfpausen“ eine erste Impfstoffdosis zum Schutz gegen die Infektionskrankheit verabreicht werden. In etwa vier Wochen sollen die Kinder zum zweiten Mal geimpft werden. Die hohe Impfquote soll den Ausbruch einer regionalen Epidemie der Infektionskrankheit im Kriegsgebiet verhindern. Die Impfstoffe waren am 25. August im Gazastreifen eingetroffen, wenige Tage später begann die Impfkampagne. Nachdem der Gazastreifen 25 Jahre frei von Kinderlähmung war, waren am 16. August erste Verdachtsfälle aufgetreten.
Keine aktiven Schmuggeltunnel
Die israelischen Streitkräfte erklärten, die Hamas-Brigade in Rafah sei besiegt. Man habe in Rafah über 2300 Kämpfer getötet sowie mehr als 200 Tunnel gefunden und weitgehend zerstört. Neun davon hätten einst unter dem Philadelphi-Korridor nach Ägypten geführt; alle neun seien aber schon vor dem Krieg von Ägypten oder der Hamas selbst verschlossen worden und unbrauchbar.

### 16. September
Das Gesundheitsministerium in Gaza veröffentlichte eine Namensliste von 34.344 seit Beginn des Kriegs getöteten und eindeutig identifizierten Menschen. Die 649 Seiten lange Liste enthält die Namen von 169 Babys, die nach dem 7. Oktober geboren wurden. Die ersten 100 Seiten sind unter 10 Jahre alte Kinder, die ersten Erwachsenen erscheinen auf Seite 215. Insgesamt enthält die Liste 11.355 Kinder, 6.297 Frauen und 2.955 Menschen, die 60 Jahre oder älter waren; das älteste Opfer war ein 1922 geborener Mann. Die Zahlen lassen sich nicht unabhängig überprüfen und die Liste unterscheidet nicht zwischen Kämpfern und Zivilisten. 7.613 weitere Leichen in Krankenhäusern und Leichenhallen sind noch nicht identifiziert worden. Die israelische Armee hatte einen Monat zuvor mitgeteilt, sie habe mehr als 17.000 Hamas-Terroristen getötet; auch diese Zahl lässt sich nicht unabhängig überprüfen.

### 17. September
Pager-Explosionen im Libanon
Tausende von der Hisbollah genutzte Kommunikationsgeräte (Pager) wurden im Libanon und in Syrien zur Detonation gebracht. Nach libanesischen Angaben wurden 2750 Menschen (teils schwer) verletzt und 31 (darunter drei Kinder) getötet, als die sabotierten Pager detonierten. Unter den Verletzten befand sich der iranische Botschafter im Libanon. Aus Syrien wurden 14 Verletzte in Damaskus und im Umland gemeldet. Die Hisbollah bezichtigt Israel, für die explodierten Pager verantwortlich zu sein.
Der New York Times zufolge wurden die Explosionen von Israel geplant und ausgeführt; demnach hätten israelische Agenten die Geräte vor der Ankunft im Libanon abgefangen und mit Sprengstoff bestückt. Israel übernahm keine Verantwortung für die Explosionen, das Büro des Premierministers Netanjahu wies alle Minister an, zu dieser Angelegenheit Stillschweigen zu bewahren.
Öltanker aus Gefahrenzone gezogen
Unter Schutz der EU-Marinemission Aspides konnte der griechische Öltanker Sounion mit etwa 150.000 Tonnen Öl, der 21. August von Huthi-Rebellen in Brand geschossen worden war, ohne dass Öl auslief, aus der Gefahrenzone gezogen werden.

### 18. September
Erneute Explosionen von Kommunikationsgeräten im Libanon
Im Libanon explodierten erneut Kommunikationsgeräte; diesmal waren es von Hisbollah-Mitgliedern verwendete Walkie-Talkies. Laut Angaben des libanesischen Gesundheitsministeriums gab es 450 Verletzte und mindestens 14 Tote. In mehreren Teilen des Landes brachen Brände in Häusern, Autos und Geschäften aus. Der israelische Verteidigungsminister Joaw Galant erklärte den Beginn einer neuen Phase des Kriegs, die sich auf den Norden fokussieren würde.
UN-Vollversammlung fordert israelischen Rückzug aus palästinensischen Gebieten
Die UN-Vollversammlung forderte mit der Resolution ES-10/24 den Rückzug Israels aus den besetzten palästinensischen Gebieten binnen eines Jahres. Der Internationale Gerichtshof hatte in einem Gutachten im Juli 2024 festgestellt, die Besatzung der palästinensischen Gebiete verstoße gegen das Völkerrecht und müsse schnellstmöglich beendet werden. Die Resolution fordert alle Mitgliedstaaten auf, die Einfuhr von Produkten aus den israelischen Siedlungen zu beenden und die Lieferung von Waffen, Munition und Ausrüstungen an Israel einzustellen, „wenn ein begründeter Verdacht besteht, dass sie in den besetzten palästinensischen Gebieten eingesetzt werden könnten“. In der UN-Vollversammlung stimmten 124 Länder für den nicht bindenden Beschluss; 43 Länder enthielten sich (auch Deutschland, die Schweiz und Österreich) und 14 Länder, darunter Israel und die USA, stimmten gegen den Beschluss. Der Schweiz wurde ein Mandat erteilt, bezüglich des Nahost-Konflikts ein Treffen der Vertragsparteien der Genfer Konventionen einzuberufen. Die Konferenz soll gemäß der Resolution in den nächsten sechs Monaten stattfinden.

### 19. September
Libanesische Sicherheitskreise berichteten von intensiven israelischen Luftangriffen. Das israelische Militär erklärte, die Luftwaffe habe etwa 100 Raketenabschussrampen und weitere Infrastruktur der Hisbollah-Miliz bombardiert, auch sei Artillerie gegen Ziele bei Nakura in Südlibanon zum Einsatz gekommen.

### 20. September
Das israelische Militär vermeldete, Hisbollah-Gründungsmitglied Ibrahim Aqil und mindestens 10 weitere Kommandeure bei einem am selben Tag verübten Raketenangriff auf Beirut getötet zu haben. Aqil war Chef einer Hisbollah-Eliteeinheit; die USA hatten ein Kopfgeld in Höhe von sieben Millionen Dollar auf ihn ausgesetzt und ihn wegen seiner mutmaßlichen Rolle bei der Durchführung des Bombenanschlags auf die US-Botschaft in Beirut 1983 mit Sanktionen belegt. Die israelischen Streitkräfte teilten außerdem mit, dass sich Aqil in der aktiven Planung eines großangelegten Terrorangriffs auf Israel, vergleichbar mit dem der Hamas im Oktober 2023, befunden habe. Die Hisbollah bestätigte Aqils Tod und erklärte, dass mit Ahmed Mahmud Wahbi ein weiteres hochrangiges Mitglied bei dem Luftschlag getötet worden sei. Wahbi soll die militärischen Operationen der Radwan-Einheit zur Unterstützung der Hamas zwischen dem 7. Oktober und dem Jahresbeginn geleitet haben. Nach Angaben des libanesischen Gesundheitsministeriums wurden durch den Angriff mindestens 45 Menschen getötet und 68 weitere verletzt; unter den Toten seien auch Frauen und Kinder. Der israelische Luftangriff auf Beirut erfolgte, nachdem am selben Tag der Norden Israels aus dem Libanon beschossen worden war. Die Hisbollah hatte erklärt, für den Angriff verantwortlich zu sein. Der Beschuss wird als eine Reaktion auf die israelischen Angriffe der vorherigen Tage gewertet. Nach den Explosionen von Kommunikationsgeräten der Hisbollah hatte die Hisbollah Vergeltung dafür angekündigt. Nach israelischen Militärangaben waren 140 Geschosse in Richtung Israel abgefeuert worden.

### 22. September
Die Hisbollah-Miliz meldete den Beschuss israelischer Militäranlagen, darunter des Rüstungsunternehmens Rafael in der Nähe von Haifa. Israel startete eine schwere Luftangriffswelle.
In Ramallah im Westjordanland schlossen israelische Soldaten die örtliche Niederlassung des TV-Senders Al-Jazeera für 45 Tage wegen seines Livestream über den Krieg. Die Foreign Press Association, Repräsentantin der Auslandspresse in Israel, verurteilte die Schließung als eine „Eskalation“, die die Pressefreiheit gefährde.

### 23. September
Die israelischen Luftstreitkräfte flogen den ganzen Tag über Luftangriffe auf den Libanon, die israelische Armee meldete, mehr als 1300 Ziele der libanesischen Hisbollah-Miliz angegriffen zu haben. Durch die Angriffe wurden nach vorläufigen Angaben des libanesischen Gesundheitsministeriums mehr als 550 Menschen, darunter 50 Kinder, getötet und mehr als 1.800 Menschen verletzt. Nach Darstellung des israelischen Verteidigungsministers Joaw Galant wurden „zehntausende von Raketen“ der Hisbollah zerstört, „die Israels Bürger bedrohten“. Das libanesische Bildungsministerium ordnete die Schließung aller Schulen im Süden und Osten des Libanon für die Dauer eines Tages an. Um die aus den Bombardierungszonen Geflüchteten aufzunehmen, wurden Schulen geräumt. Angesichts der massiven israelischen Luftangriffe beantragte Frankreich eine Dringlichkeitssitzung des UN-Sicherheitsrats. Auf den massiven israelischen Beschuss reagierte die Hisbollah ihrerseits mit dem Abfeuern dutzender Raketen auf Israel. Laut Hisbollah waren zwei israelische Militärstützpunkte das Ziel. Die israelischen Streitkräfte kommentierten, die Hisbollah habe mehr als 250 Geschosse auf zivile Orte in Israel abgefeuert. Unter Berufung auf Satellitendaten wurde laut Associated Press eine Fläche von mehr als 1700 Quadratkilometern im Libanon unter Beschuss genommen. Satellitenbilder dokumentierten große Brände im Süden des Libanon von der Grenze bis nach Maschgara im Bekaa-Tal rund 20 Kilometer weiter nördlich sowie nahe der Küstenstadt Nakura. Zehntausende Einwohner, die libanesische Regierung sprach von 27.000, mussten laut UNHCR infolge der Angriffe flüchten.

### 24. September
Laut übereinstimmenden Meldungen aus israelischen und libanesischen Kreisen wurde ein Kommandeur der Raketendivision der Hisbollah bei einem Luftangriff in Süd-Beirut getötet. Israel kündigte eine neue Welle „umfangreicher Angriffe auf Terrorziele der Hisbollah“ an.

### 25. September
Laut einem Videobericht der New York Times zerstörte die israelische Armee in einem mehrtägigen Einsatz in Tulkarm und Dschenin im Westjordanland über viele Kilometer hinweg Straßenzüge, Geschäfte und andere Infrastruktur mit Bulldozern. Auch Krankenwagen mussten teilweise umkehren, wie auf den Videos zu sehen war. Die israelische Armee bezeichnete die Einsätze als Anti-Terror-Maßnahmen, man habe häufig auf Privatgrund große Waffenlager gefunden und solche Bauarbeiten führe man durch, um Straßen zu entminen und solche Waffenlager zu zerstören. Die Zerstörung ziviler Infrastruktur sei nicht die Absicht, man sei sich aber bewusst, dass die Operationen solche Auswirkungen gehabt hätten, und versuche, die schädlichen Auswirkungen zu minimieren. Bei dem Einsatz wurden viele Wasserleitungen und Abwasserrohre zerstört. Örtliche Geschäftsleute bezeichneten die Maßnahmen als „sinnlose Zerstörung“ und „kollektive Bestrafung“; der Gouverneur von Dschenin sagte: „Sie haben sogar den Fußballplatz der Stadt und einen Baum in der Mitte der Straße mit Bulldozern platt gemacht. Was war der Sinn von dem Ganzen?“
Israel weitete seine Bombardierung des Libanons erstmals auf die Berge nördlich von Beirut aus. Insgesamt seien an jenem Tag 220 Hisbollah-Ziele bombardiert worden. Die Hisbollah-Miliz versuchte zum ersten Mal, Tel Aviv mit einer Rakete zu erreichen; der Angriff habe dem Hauptquartier des israelischen Geheimdienstes Mossad gegolten. Die Rakete wurde abgefangen und Israel meldete keine Schäden, die Rakete befand sich zudem laut einem Sprecher der IDF tatsächlich nicht auf Kurs des Mossad-Hauptquartiers, sondern von zivilen Gebieten.

### 26. September
Infolge israelischer Luftangriffe wurden nach libanesischen Angaben 92 Menschen getötet und mehr als 150 weitere verletzt. Vor der UN-Generalversammlung forderte die libanesische Regierung ein internationales Eingreifen. Unter den Toten befindet sich ein Hisbollah-Kommandeur. Die libanesische Regierung meldete 70.100 Vertriebene infolge der seit Beginn der Woche erfolgten israelischen Luftangriffe. Davon seien 13.500 nach Syrien geflohen. Das israelische Militär teilte mit, durch Bombardierungen der libanesischen Grenzregion zu Syrien Waffentransfers an die Hisbollah unterbunden zu haben. Die Hisbollah reagierte auf den israelischen Beschuss ihrerseits mit dem Abfeuern von 130 bis 150 Raketen auf die Orte Safed und Ahihud.
Bei einem Luftangriff der israelischen Armee auf eine Schule im Flüchtlingslager Dschabaliya im Gazastreifen wurden nach palästinensischen Angaben mindestens 15 Menschen getötet. Laut israelischer Armee hatte diese „präzise Angriffe“ auf Hamas-Kämpfer geführt, die in der Schule ein Kommandozentrum errichtet hätten.
Die USA und Frankreich forderten eine 21-tägige Waffenruhe im Libanon, um Verhandlungen zu ermöglichen. Es bestehe sonst das Risiko eines viel größeren Konflikts. Der israelische Außenminister Israel Katz wies den Vorschlag für eine Waffenruhe mit der Hisbollah zurück. „Wir werden mit aller Kraft gegen die terroristische Organisation Hisbollah kämpfen, bis zum Sieg und bis die Bewohner des Nordens sicher in ihre Heime zurückkehren können“, betonte Katz.
Unterstützung der USA für die laufenden Militäroperationen der Israelis
Israel meldete den Erhalt eines 8,7 Milliarden Dollar umfassenden Hilfspakets von den USA zur Unterstützung der laufenden Militäraktionen. Das Paket umfasst 3,5 Milliarden Dollar für kriegswichtige Güter, die Israel bereits erhalten hat und für solche die noch geliefert werden sollen, sowie 5,2 Milliarden Dollar für Waffensysteme zur Luftverteidigung, darunter die Raketenabwehrsysteme Iron Dome und David’s Sling sowie ein modernes Raketenabwehrsystem auf Basis von Lasertechnik. Israel ist z. Z. Kriegspartei in zwei bewaffneten Konflikten. Zum einen kämpfen die israelischen Verteidigungsstreitkräfte (IDF) im Gazastreifen gegen die Paramilitärs der Hamas und zum anderen im Libanon gegen die dort stationierten Paramilitärs der Hisbollah.

### 27. September
Nach Angaben der Vereinten Nationen hat sich die Anzahl der aus dem Libanon nach Syrien Geflüchteten von 13.500 Menschen auf „deutlich mehr“ als 30.000 erhöht. Davon seien etwa 80 Prozent syrische Staatsbürger, die anderen seien überwiegend Libanesen.
Das israelische Militär griff das Hisbollah-Hauptquartier in Beirut mit bunkerbrechenden Bomben an. In der Stadt waren Schockwellen von den Explosionen zu spüren. Der israelische Militärsprecher Daniel Hagari sagte, das Hauptquartier sei „absichtlich unter Wohnhäusern gebaut“ worden, um Zivilisten als Schutzschilde benutzen zu können. Der Angriff erfolgte kurz nachdem der israelische Premierminister Netanjahu eine Rede bei der UN-Generalversammlung gehalten hatte. Dort hatte er gelobt, Israel werde die Hisbollah weiter bekämpfen und dezimieren. Durch den Angriff wurde Hassan Nasrallah, der die Hisbollah seit 1992 angeführt hatte, getötet.
Nach dem Angriff rief das israelische Militär die Bevölkerung eines Vorortes der libanesischen Hauptstadt auf, von der Hisbollah genutzte Gebäude zu meiden.

### 28. September
Die Hisbollah gab bekannt, dass ihr Anführer Hassan Nasrallah durch einen israelischen Luftangriff auf ihr Hauptquartier am Vortag getötet wurde. Israel setzte seine Angriffe gegen die Hisbollah-Miliz in Beirut fort; Ziele seien unter zivilen Wohngebäuden gelagerte Waffen, teilte das israelische Militär mit. Am selben Tag teilte das israelische Militär mit, dass durch diese Luftangriffe ein hochrangiger Geheimdienstler der Hisbollah getötet worden sei. Nach Angaben des libanesischen Gesundheitsministeriums kamen an jenem Tag 105 Menschen im Libanon durch die israelischen Luftangriffen ums Leben. Eine aus dem Jemen in Richtung Israel gestartete Rakete wurde nach israelischen Angaben abgefangen.
Nach Angaben der Vereinten Nationen hat sich die Anzahl der Menschen, die infolge der israelischen Angriffe auf Libanon nach Syrien geflüchtet sind, auf mehr als 50.000 Menschen erhöht. Nach libanesischen Regierungsangaben erhöhte sich die Anzahl von Libanesen auf der Flucht innerhalb eines Tages um rund Hunderttausend auf rund eine Million.

### 29. September
Die israelische Luftwaffe flog nach israelischen Militärangaben Angriffe gegen Infrastrukturobjekte im Jemen (Kraftwerke sowie ein Hafen in den jemenitischen Gebieten Ras Isa und Hudaida), die unter Kontrolle der Huthi stehen. Über den Hafen soll die Huthi-Miliz nach Angaben der israelischen Armee iranische Waffen und militärische Vorräte transportiert haben. Der Luftangriff sei eine Reaktion auf den Beschuss aus Jemen am Vortag.
Israelische Spezialeinheiten führten laut einem Bericht von The Wall Street Journal Operationen zur Nachrichtengewinnung und Aufklärung im Südlibanon durch. Die PFLP teilte mit, dass drei ihrer Kommandeure getötet wurden. Berichten zufolge erfolgte die Tötung, die insgesamt vier Menschen betraf, durch eine Drohne. Die Hamas meldete den Tod eines ihrer Kommandeure, der sich im Südlibanon aufgehalten hatte.
Israel griff die Villa von Mahir al-Assad in einem Vorort von Damaskus an. Angeblich hat Maher Al-Assad den Angriff überlebt.

### 30. September
Israel hat mit mechanisierter Infanterie die Grenze zum Libanon überquert bzw. eine Bodenoffensive im Südlibanon gestartet. Das Ziel der Operation sei es, die Hisbollah aus dem Südlibanon und Südostlibanon, bis hinter den Fluss Litani zu verdrängen, um den aus dem Norden Israels evakuierten 60.000 Menschen die Rückkehr in ihre Häuser ermöglichen bzw. der Bevölkerung in Israel ein sicheres Leben nahe der Grenze zu garantieren. Es ist nach 1948, 1978, 1982 und 2006 die fünfte Invasion Israels in den Libanon. Das israelische Militär ordnete im Zuge dessen die „Evakuierung“ von knapp zwei Dutzend libanesischen Gemeinden nahe der israelischen Grenze an. Das israelische Militär gab außerdem bekannt, im Jahr 2023 dutzende kleine Bodenoperationen im Südlibanon ausgeführt zu haben, um Informationen zu sammeln und Infrastruktur (darunter Tunnel und Waffenlager) der Hisbollah-Miliz zu zerstören.
US-Präsident Joe Biden rief zu einer Waffenruhe auf und ließ gleichzeitig die Anzahl der US-amerikanischen Luftstreitkräfte im Nahen Osten verdoppeln, um nach Angaben des US-Verteidigungsministeriums Israel bei Bedarf zu verteidigen. Die Bodenoffensive zeigt, dass die US-Regierung immer weniger Einfluss auf Israel hat. Laut CNN-Analyst Stephen Collinson besteht in Washington schon lange der Verdacht, dass Netanjahu ein starkes persönliches Interesse an der Fortsetzung des Krieges hat.
Nach Angaben der UNHCR hat sich die Anzahl der Menschen, die vom Libanon nach Syrien geflüchtet sind, auf über 100.000 erhöht.
Infolge eines israelischen Luftangriffs sind im Gazastreifen nach palästinensischen Angaben mindestens 19 Menschen (darunter mindestens drei Kinder) getötet worden. Nach palästinensischen Angaben wurde das Flüchtlingslager Nuseirat getroffen. Das israelische Militär teilte mit, eine Kommandozentrale der Hamas in einem ehemaligen Schulgebäude bombardiert zu haben.
Syrische Staatsmedien vermeldeten, dass bei einem israelischen Luftangriff mit Kampfflugzeugen und Drohnen auf Damaskus mindestens drei Menschen getötet und neun weitere Menschen verletzt worden seien.